# Masteria
Masteria is een geslacht van spinnen uit de familie Dipluridae.

## Soorten
De volgende soorten zijn bij het geslacht ingedeeld:
- Masteria aimeae (Alayón, 1995)
- Masteria barona (Chickering, 1966)
- Masteria caeca (Simon, 1892)
- Masteria cavicola (Simon, 1892)
- Masteria colombiensis Raven, 1981
- Masteria cyclops (Simon, 1889)
- Masteria downeyi (Chickering, 1966)
- Masteria franzi Raven, 1991
- Masteria golovatchi Alayón, 1995
- Masteria hirsuta L. Koch, 1873
- Masteria kaltenbachi Raven, 1991
- Masteria lewisi (Chickering, 1964)
- Masteria lucifuga (Simon, 1889)
- Masteria macgregori (Rainbow, 1898)
- Masteria modesta (Simon, 1891)
- Masteria pallida (Kulczyński, 1908)
- Masteria pecki Gertsch, 1982
- Masteria petrunkevitchi (Chickering, 1964)
- Masteria simla (Chickering, 1966)
- Masteria spinosa (Petrunkevitch, 1925)
- Masteria toddae Raven, 1979
- Masteria tovarensis (Simon, 1889)